# Andrzej Truty
Andrzej Truty (ur. 11 listopada 1963 w Zakopanem, zm. 24 lutego 2020 w Sztumie) – polski hokeista, reprezentant Polski.

## Kariera
- Podhale Nowy Targ
- GKS Jastrzębie
- Naprzód Janów
- Zofiówka Jastrzębie (1990-1992)
- Podhale Nowy Targ (1992-1993)
- HC Brunico (1993-1994)
- EV Moosburg (1994-1995)
- HC Stadion Hradec Králové (1995)
- Podhale Nowy Targ (1996)
- STS Sanok (1996-1999)

Urodził się 11 listopada 1963 w Zakopanem. Uprawianie hokeja na lodzie rozpoczął w wieku 13 lat. Był wychowankiem Podhala Nowy Targ. Od początku grał na pozycji obrońcy. Mając 19 lat, w związku z koniecznością odbycia 1,5-rocznej zasadniczej służby wojskowej reprezentował barwy GKS Jastrzębie). Następnie przez pięć sezonów występował w Naprzodzie Janów w latach 80.. W późniejszym czasie podjął pracę w kopalni. Zamieszkał w Jastrzębiu-Zdroju, zaś powróciwszy do gry w hokeja został zawodnikiem tamtejszej Zofiówki i jako kapitan tej drużyny w sezonie II ligi 1990/1991 uzyskał awans do I ligi. Z Zofiówką rozegrał sezon I ligi 1991/1992, po którym jego drużyna została wycofana z rozgrywek. Wówczas ponownie został graczem Podhala, rozgrywając w jego barwach sezon I ligi 1992/1993. W następnym sezonie 1993/1994 był zawodnikiem włoskiej drużyny HC Brunico w rozgrywkach Serie A. W sezonie 1994/1995 występował w niemieckim klubie EV Moosburg w trzeciej klasie rozgrywkowej. Następnie do grudnia 1995 grał w czeskim HC Stadion Hradec Králové w 1. lidze. Od stycznia 1996 był ponownie graczem Podhala, w barwach którego dokończył sezon 1995/1996 zdobywając mistrzostwo Polski. W połowie 1996 został zawodnikiem STS „Autosan” Sanok. W barwach tej drużyny grał w sezonach 1996/1997, 1998/1999, po czym odszedł z klubu.
W barwach reprezentacji Polski do lat 18 uczestniczył w turniejach mistrzostw Europy juniorów w 1980, 1981. W barwach seniorskiej reprezentacji Polski uczestniczył w turniejach mistrzostw świata w 1993, 1994 (Grupa B).
Zmarł 24 lutego 2020 w Sztumie, został pochowany na Cmentarzu Komunalnym w Malborku 27 lutego 2020.

## Sukcesy
Klubowe
- Awans do I ligi: 1991 z Zofiówką Jastrzębie
- Złoty medal mistrzostw Polski: 1993, 1996 z Podhalem Nowy Targ